# Vippach (Fluss)
Die Vippach ist ein etwa 17 Kilometer langer rechter Nebenfluss der Gramme im Thüringer Becken.

## Verlauf
Die Vippach entspringt östlich der Stadt Neumark im Landkreis Weimarer Land und fließt in westlicher Richtung durch Neumark und Vippachedelhausen. Östlich von Vippachedelhausen mündet der Wolfsbach, der die Talsperre Vippachedelhausen speist. Westlich folgt an der Vippach Markvippach, das bereits zum Landkreis Sömmerda gehört. Als letzter Ort am Fluss wird Schloßvippach erreicht, bevor die Vippach bei Alperstedt von rechts in die Gramme einmündet. 

## Name
Das Gewässer wurde im Jahr 1267 als Vippeche erstmals schriftlich erwähnt.